# Saint-Cernin (Lot)
Saint-Cernin – miejscowość i dawna gmina we Francji, w regionie Oksytania, w departamencie Lot. W 2013 roku jej populacja wynosiła 193 mieszkańców. 
W dniu 1 stycznia 2016 roku z połączenia dwóch ówczesnych gmin – Saint-Cernin oraz Saint-Martin-de-Vers – utworzono nową gminę Les Pechs du Vers. Siedzibą gminy została miejscowość Saint-Cernin. 